# Nothobranchius
Nothobranchius – rodzaj ryb karpieńcokształtnych z rodziny Nothobranchiidae.

## Klasyfikacja
Gatunki zaliczane do tego rodzaju:
| - Nothobranchius albimarginatus - Nothobranchius annectens - Nothobranchius bojiensis - Nothobranchius boklundi - Nothobranchius brieni - Nothobranchius cardinalis - Nothobranchius eggersi - Nothobranchius elongatus - Nothobranchius fasciatus - Nothobranchius flammicomantis - Nothobranchius foerschi - Nothobranchius furzeri - Nothobranchius fuscotaeniatus - Nothobranchius geminus - Nothobranchius guentheri – suszec Günthera, zagrzebka afrykańska, zagrzebka Günthera - Nothobranchius hassoni - Nothobranchius hengstleri - Nothobranchius interruptus - Nothobranchius janpapi - Nothobranchius jubbi - Nothobranchius kadleci - Nothobranchius kafuensis - Nothobranchius kilomberoensis - Nothobranchius kirki - Nothobranchius korthausae - Nothobranchius krammeri - Nothobranchius krysanovi - Nothobranchius kuhntae - Nothobranchius lourensi - Nothobranchius lucius - Nothobranchius luekei - Nothobranchius makondorum - Nothobranchius malaissei | - Nothobranchius melanospilus – zagrzebka wysmukła - Nothobranchius microlepis - Nothobranchius mkuziensis - Nothobranchius neumanni - Nothobranchius niassa - Nothobranchius nubaensis - Nothobranchius ocellatus - Nothobranchius oestergaardi - Nothobranchius orthonotus – zagrzebka czerwona - Nothobranchius palmqvisti – zagrzebka usambarańska - Nothobranchius patrizii – zagrzebka Patriziego - Nothobranchius pienaari - Nothobranchius polli - Nothobranchius rachovii – suszec Rachowa, zagrzebka Rachowa - Nothobranchius robustus - Nothobranchius rosenstocki - Nothobranchius rubripinnis - Nothobranchius rubroreticulatus - Nothobranchius ruudwildekampi - Nothobranchius seegersi - Nothobranchius steinforti - Nothobranchius symoensi - Nothobranchius taeniopygus - Nothobranchius thierryi – proporczykowiec Thierrego - Nothobranchius ugandensis - Nothobranchius virgatus - Nothobranchius vosseleri - Nothobranchius willerti |

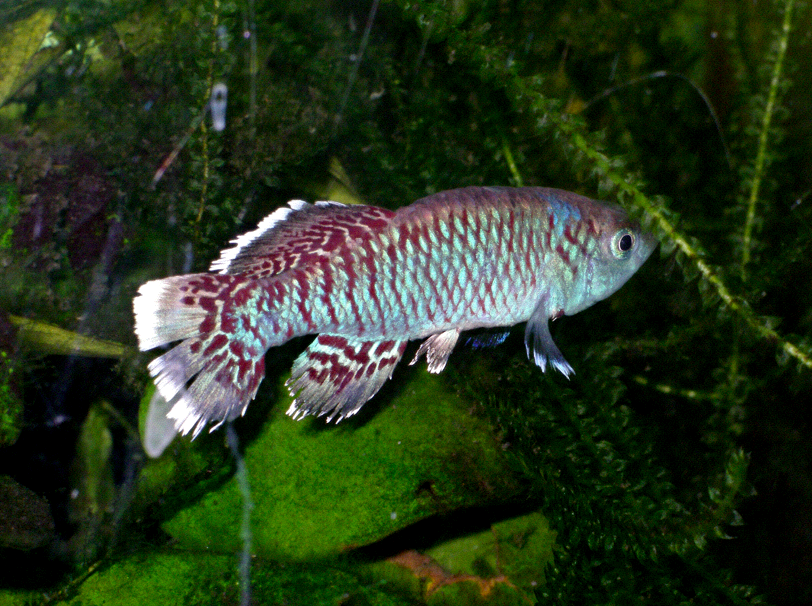
Nothobranchius eggersi
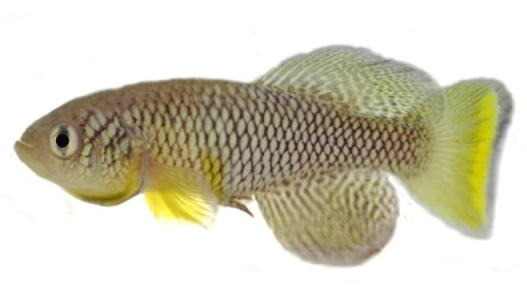
Nothobranchius furzeri
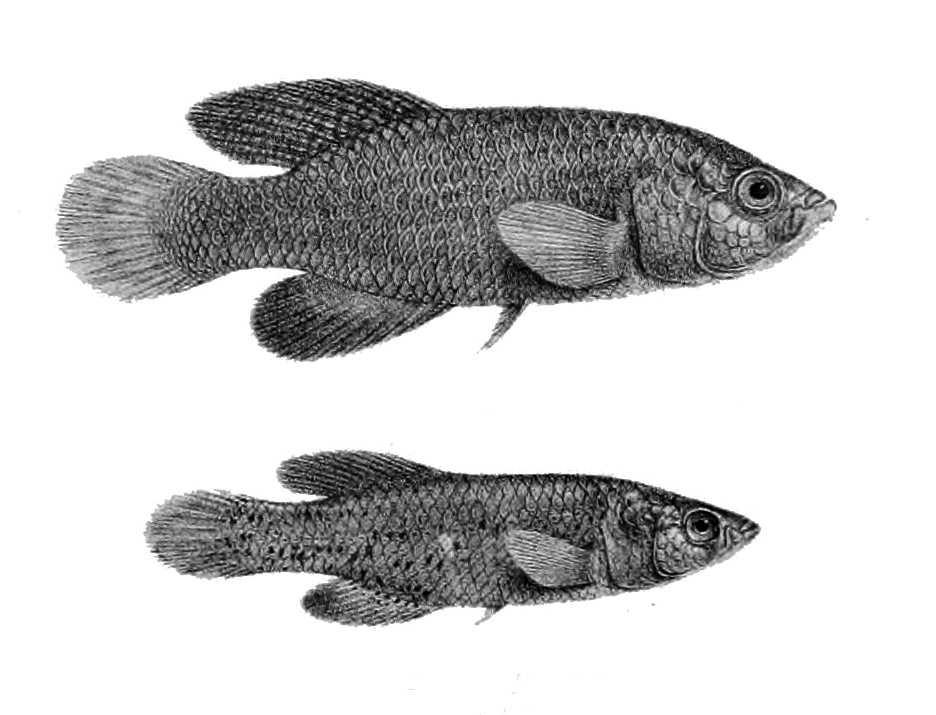
Nothobranchius orthonotus